# NGC 2543
NGC 2543 (другие обозначения — IC 2232, IRAS08096+3624, UGC 4273, KCPG 157, MCG 6-18-14, KUG 0809+364B, ZWG 178.35, PGC 23028) — спиральная галактика с перемычкой (SBb) в созвездии Рыси. Открыта Уильямом Гершелем в 1788 году.
Галактика наблюдалась разными астрономами, которые указывали разные значения её координат; из-за этого она попала в Новый общий каталог под номером NGC 2543 и в Индекс-каталог под номером IC 2232. В 1926 году было выяснено, что эти наименования относятся к одному объекту.
Галактика удалена на расстояние в 37 мегапарсек, её видимая звёздная величина в полосе B составляет 12,94m, абсолютная — −19,92m, темп звездообразования составляет 0,38 M⊙ в год. Галактика имеет так называемую «пустыню звездообразования» (англ. star formation desert) ― область между центром галактики и внешними частями, где практически не наблюдается эмиссия в линии H-альфа, а значит, практически не происходит звездообразование. В этой области NGC 2543 звездообразование остановилось не позже, чем 2 миллиарда лет назад.
Этот объект входит в число перечисленных в оригинальной редакции «Нового общего каталога».